# Положение Солнца

Диаграмма положения Солнца для Краснодара (45,00° 39,00°) с указанием времени и часовых петель аналемм.

Положение Солнца — позиция Солнца в небе над местом наблюдения. Может характеризоваться такими параметрами, как угол (склонение) Солнца относительно горизонта и угол по горизонтали (азимут). Положение Солнца меняется в течение дня в результате вращения Земли и в течение года в результате движения Земли по орбите вокруг него.
Для отображения положения Солнца в определённой точке локации используется диаграмма. Зависимость между склонением Солнца и его азимутом образует в системе координат кривую. С помощью других параметров также отображаются экваториальные координаты часового угла (ежедневное время) и склонение (дата года).
Ежедневное изменение положения Солнца (ежедневный путь солнца) характеризуется тремя отличительными точками: восходом Солнца (в России между северо-востоком и юго-востоком в зависимости от времени года), полуденной кульминацией (на юге) и закатом (между северо-западом и юго-западом).

## Наблюдение за положением Солнца
Дневной путь Солнца, его положение и сезонные изменения относятся к числу древнейших небесных наблюдений в истории человечества. Они легли в основу древнего астрономического мировоззрения и методов измерения направления и времени. Инструментами для наблюдений были угломер, гномон (шест, отбрасываюший тень), астролябия и армиллярная сфера.

### Путь Солнца (суточная дуга)
Путь Солнца — это часть его видимой суточной орбиты на небе, проходящая над горизонтом. Теоретически путь Солнца (суточная дуга) начинается в момент астрономического восхода и заканчивается в момент астрономического заката. Фактический восход и закат происходят примерно на 3–4 минуты раньше или позже из-за преломления света в атмосфере Земли. Высота ландшафта (горы, здания) компенсирует это примерно на 6–8 минут на градус.
Суточная дуга начинается на востоке и заканчивается на западе. Это справедливо для средних широт северного полушария. В Центральной Европе направление восхода и захода Солнца может отклоняться от строго восточного или западного направления на до 45° в течение года.
Момент прохождения Солнца через меридиан (приблизительная кульминация) — полдень (точнее, истинный полдень).

### Сезонное положение солнца (изменение высоты и длины суточной дуги)
Суточная дуга летом выше и длиннее, чем зимой. Её полуденная высота, например, на широте 50° (или -50°) составляет 63,45° во время летнего солнцестояния и 16,55° во время зимнего солнцестояния.
Расчёт:

угол между полюсом и зенитом местоположения (90° минус широта) ± наклон эклиптики;

в примере для 2000 года: 90° – 50° ± 23,44° получаем 63,44° и 16,56°.
В тропиках солнце один раз в год в полдень находится в зените (высота 90°), но между тропиками и экватором оно находится в зените два раза в год. За полярными кругами ежегодно наступают полночь и полярная ночь, то есть солнце не восходит и не заходит в течение нескольких недель. Диаграммы положения Солнца для таких мест охватывают 24 часа или 360° азимута.
Азимут α для точек восхода и захода Солнца меняется в течение года относительно точек востока и запада, например, на широте 50° на ±38,25° северной и южной широты соответственно. Часовые углы для моментов восхода и захода Солнца в местах на этой широте изменяются на ±31,13°, λ = −90° (восход) и λ = +90° (заход). Соответственно, экстремальные значения продолжительности дня (16 ч 9 мин и 7 ч 51 мин соответственно) различаются на 4 x 31,13° x 4 мин/° = 8 ч 18 мин.

### В культуре
Измерение положения Солнца с помощью солнечных часов позволяло людям определять время суток на протяжении тысячелетий. Разделение на сезоны соответствует суточной высоте дуги Солнца. Эратосфен впервые определил диаметр Земли, одновременно измеряя положение Солнца в двух разных точках земной поверхности. Измерение положения Солнца с помощью простых измерительных приборов также было одним из ранних методов навигации.
Суточный «путь Солнца по небу» играет важную роль в различных мифологиях, например, в мифологии о «солнечной колеснице» Гелиоса в Древней Греции, а также в интерпретации восхода и захода Солнца. Жители Северного полушария, находясь в Южном полушарии, часто удивляются «обратному» видимому суточному движению Солнца справа налево.
Неподвижные точки солнечной орбиты, которые формируют времена года в умеренных зонах, такие как самая длинная ночь (зимой) или самый длинный день в году (летом), а также равноденствия весной и осенью, отражены в различных культурных и религиозных праздниках, таких как Иван Купала, празднование солнцестояния, Рождество и т. д.